# Tecomán
Tecomán è un comune e città del Messico, situato nello stato di Colima.